# S/2004 S 28
S/2004 S 28 es un satélite natural de Saturno. Su descubrimiento fue anunciado por Scott S. Sheppard, David C. Jewitt y Jan Kleyna el 7 de octubre de 2019 a partir de observaciones tomadas entre el 12 de diciembre de 2004 y el 21 de marzo de 2007.
S/2004 S 28 tiene unos 4 kilómetros de diámetro y orbita a Saturno a una distancia promedio de 22,02 Gm en 1220,31 días, con una inclinación de 170° a la eclíptica, en dirección retrógrada y con una excentricidad de 0,143.